# De què vas?
De què vas? és una sèrie de televisió creada per Jean-François Porry i emesa del 1991 al 1995 pel canal TF1. Va ser emesa també per TV3 que va substituir la cançó d'obertura original en francès per «Per què ser gran?» de Lax'n'Busto.
Es tracta d'una sèrie derivada de Salut les Musclés centrada en el personatge de Justine Girard, interpretada en ambdues sèries per l'actriu Camille Raymond. Al seu torn, Premiers Baisers va ser objecte d'una sèrie sèrie derivada, Helena, quina canya! (centrada en el personatge d'Hélène, la germana gran de Justine) i també va tenir dues seqüeles: Les Annés fac (1995 - 1998) i Les Années bleues (1998).
El gran nombre d'episodis produïts per AB Productions va requerir de molts actors principiants per a papers secundaris o de figurants, com ara Laurent Lafitte, Guillaume Canet i Julie Gayet, entre d'altres.

## Argument
La sèrie descriu la vida quotidiana de Justine Girard al llarg dels seus anys d'institut, i en particular la seva vida sentimental amb el seu xicot Josep. Al seu voltant graviten els seus amics, Anna, Lluc i Francesc, que es reuneixen regularment als passadissos de l'institut o a la cafeteria, així com la família de Justine: els seus pares Roger i Maria i la seva germana gran Helena.